# Pfarrkirche Süßenbach

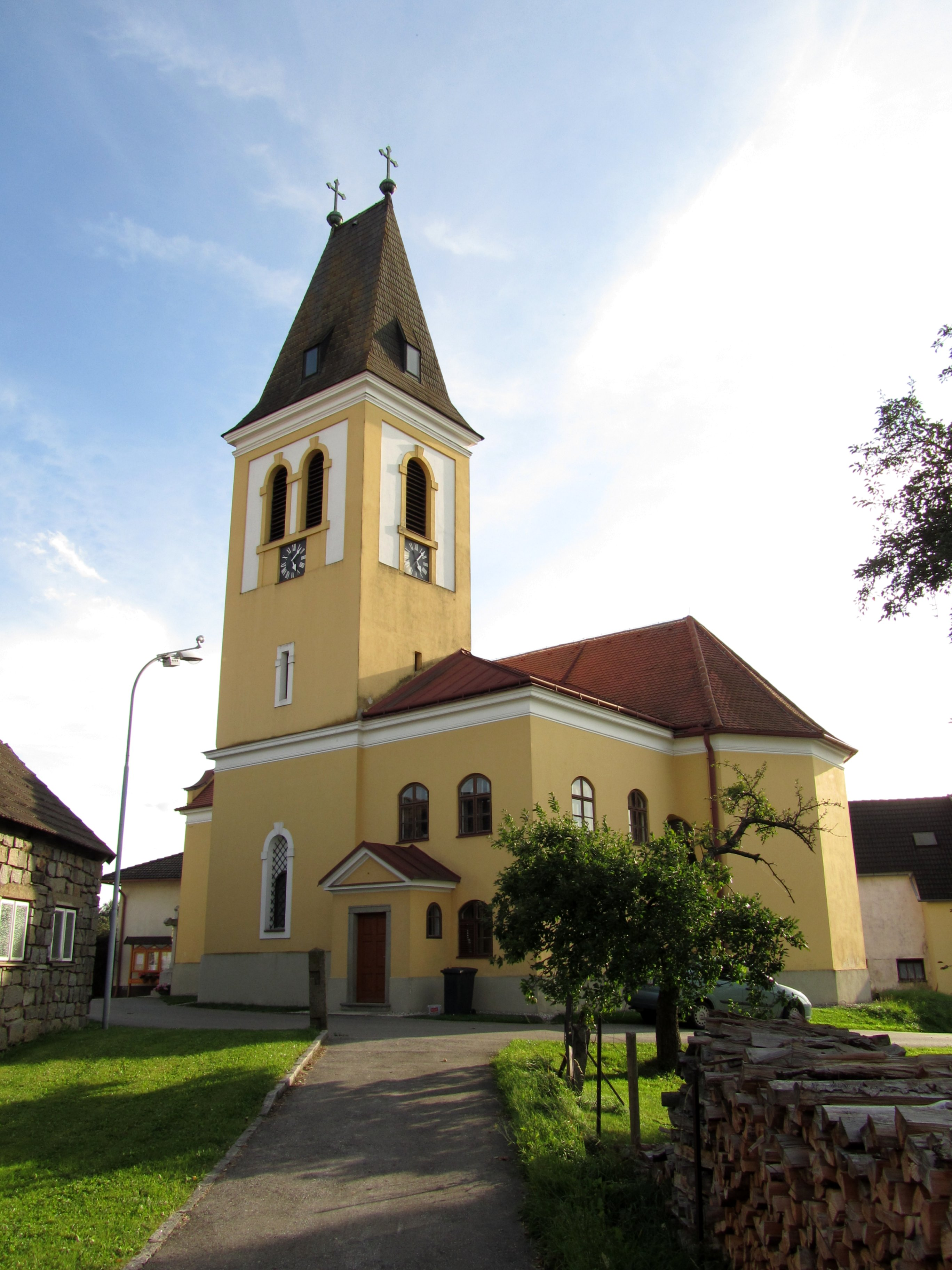
Pfarrkirche hl. Margareta in Süßenbach

Die römisch-katholische Pfarrkirche Süßenbach steht im Ort Süßenbach in der Marktgemeinde Kirchberg am Walde in Niederösterreich. Die Pfarrkirche hl. Margareta gehört zum Dekanat Gmünd in der Diözese St. Pölten. Die Kirche steht unter Denkmalschutz (Listeneintrag).

## Geschichte
Urkundlich wurde 1495 eine Kirche genannt. Im Zuge des Anbaus eines Chores kam es 1784 zur Erhebung zur Pfarrkirche. 1840/1841 erfolgte ein gedrehter Kirchenneubau mit der Verwendung der alten Kirche als Querschiff. 1899 wurde mit dem Turmneubau auch eine Restaurierung der Kirche durchgeführt.

## Architektur
Kirchenäußeres

Die Saalkirche mit einem ostseitigen Turm steht im Nordosten von Süßenbach. Das Langhaus und der nördlich Chor mit Dreiseitschluss haben ein umlaufendes Gesims und Rundbogenfenster. Das Langhaus hat, bedingt durch die Einbeziehung des Langhauses der Vorgängerkirche, kurze Querarme. Der 1899 im Osten am Querarm angestellte Turm steht an der Stelle des Chores der Vorgängerkirche und integriert Rundbogenfenster des Vorgängerbaus und hat rundbogige Schallfenster und ein Pyramidendach. Die Südfront mit einem Knickgiebel weist Rundbogenfenster, ein Kreisfenster, Figurennischen am Giebel und einen übergiebelten Vorbau auf. Ostseitig am Chor befindet sich ein zweigeschoßiger Sakristeianbau.
Kircheninneres

Der Saalraum unter einer gedrückten Holztonne hat eine Orgelempore auf Pfeilerarkaden. Der Chor ist leicht eingezogen. Die Querarme sind im Kern vom Vorgängerbau, im Westarm sind noch Reste eines Kreuzgewölbes und eine Figurennische vorhanden, der Ostarm unter einer Flachdecke hat eine Rundbogennische über einer vermauerten Rechtecköffnung.
Die Deckenmalerei im Chor zeigt ein Medaillon Dreifaltigkeit vom Maler Engelbert Daringer (um 1930). Die Glasmalerei im Chor aus 1926 zeigt die Heiligen Johannes Evangelist und Peter und Paul.

## Ausstattung
Den Hochaltar an der Chorrückwand als dreiteiliges rundbogiges Flügelretabel mit gesprengeartiger Bekrönung und neobarocken Seitenstützen und Flügelreliefs Opfer des Melchisedek und Traum des Elias baute der Bildhauer Josef Furthner (1926). Das Altarblatt hl. Margareta ist vom Vorgängeraltar aus 1885. Der freistehende Altartisch aus 1840 trägt einen Ziboriumtabernakel zwischen adorierenden Engeln. Die Orgelverkleidung, die Kanzel und das Chorgestühl, alle mit neobarockem Dekor, entstanden um 1880/1890. Der Taufstein aus Granit hat einen Aufsatz aus dem 19. Jahrhundert.
Die Orgel mit 8 Registern ist aus 1820. Eine Glocke goss 1585 Hans Dinkelmair. Eine Glocke goss 1636 Christian Berger.